# Hyles hippophaes
Hyles hippophaes är en fjärilsart som beskrevs av Eugen Johann Christoph Esper 1789. Hyles hippophaes ingår i släktet Hyles och familjen svärmare. IUCN kategoriserar arten globalt som otillräckligt studerad. Inga underarter finns listade i Catalogue of Life.

## Bildgalleri

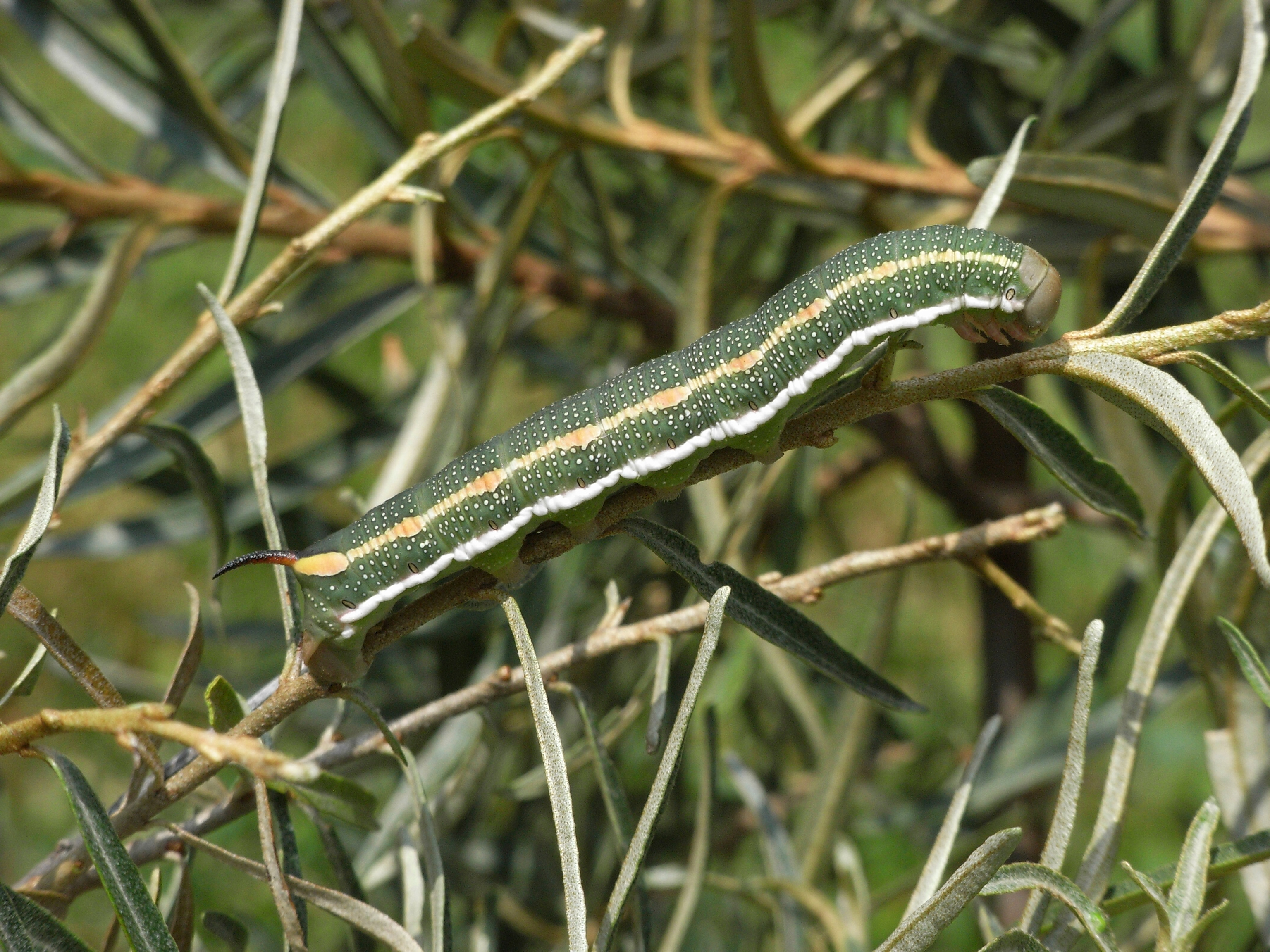
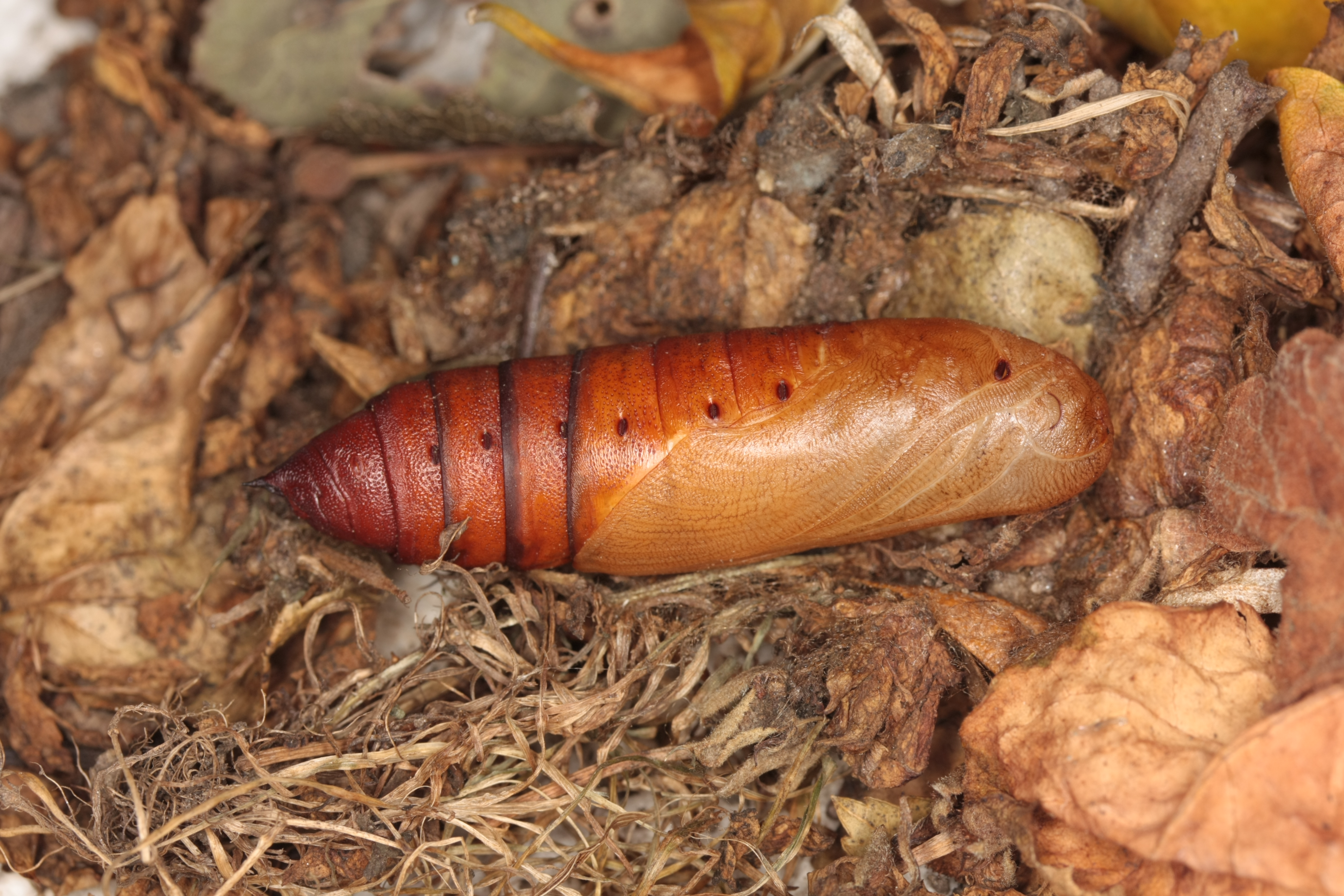
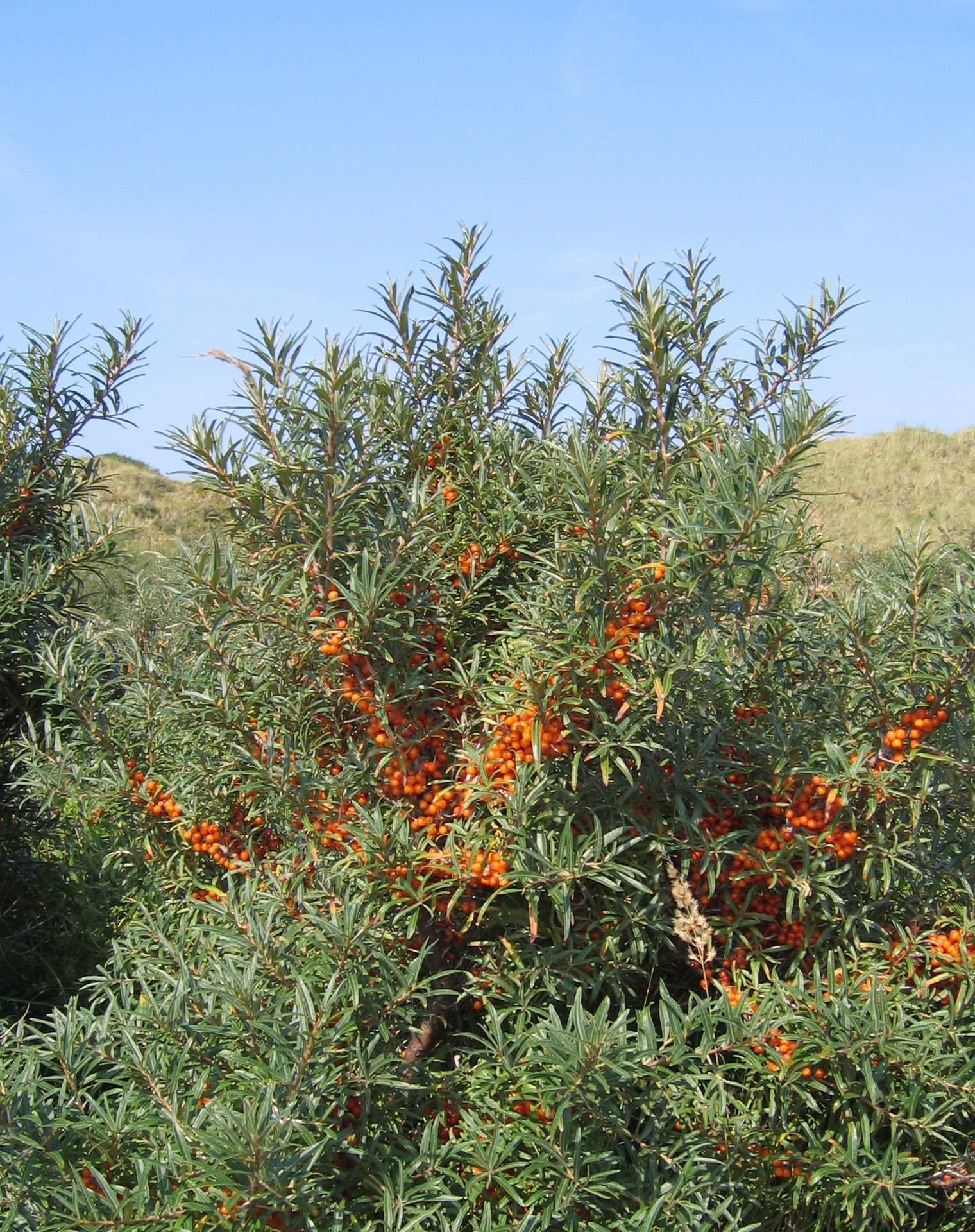